# Hektor Żyliński
Hektor Żyliński (ur. 21 października 1888 w Lubaczu, zm. 19 września 1962 w Sopocie) – major artylerii Wojska Polskiego, działacz niepodległościowy, kawaler Orderu Virtuti Militari.

## Życiorys
Urodził się 21 października 1888 w zaścianku Lubacz, w gminie Bieliczany ówczesnego powiatu ihumeńskiego guberni mińskiej, w rodzinie Józefa i Konstancji z Dąbrowskich. Miał dziewięcioro rodzeństwa, w tym:
- Stanisława (1882–1940), majora saperów Wojska Polskiego, zamordowanego w Charkowie[3], odznaczonego Krzyżem Walecznych[4] i Medalem Niepodległości[5],
- Bolesława (ur. 30 października 1894 w Lubaczu, zm. 1939[2]), księdza katolickiego, proboszcza w Ludwipolu, autora „Wspomnień z państwa antychrysta”.

W 1914 ukończył średnią szkołę mierniczą w Połtawie. W czasie I wojny światowej walczył w szeregach armii rosyjskiej. Był porucznikiem 27 dywizjonu moździerzy . Później walczył w szeregach Dywizji Syberyjskiej.
Po powrocie do kraju służył w 16 Pułku Artylerii Polowej w Grudziądzu. W czerwcu 1921 był przydzielony do Centrum Wyszkolenia w Rembertowie. 3 maja 1922 został zweryfikowany w stopniu kapitana ze starszeństwem z 1 czerwca 1919 i 122. lokatą w korpusie oficerów artylerii. Od 1923 pełnił w macierzystym pułku obowiązki dowódcy II dywizjonu. 3 maja 1926 został mianowany majorem ze starszeństwem z 1 lipca 1925 i 10. lokatą w korpusie oficerów artylerii. W listopadzie 1927 został przesunięty na stanowisko kwatermistrza, a w marcu 1930 przesunięty na stanowisko dowódcy II dywizjonu. Z dniem 31 października 1934 został przeniesiony w stan spoczynku.
Po zakończeniu II wojny światowej został zarejestrowany w jednej w rejonowych komend uzupełnień. Zmarł 19 września 1962 w Sopocie. Został pochowany na cmentarzu Parafii Najświętszego Serca Pana Jezusa w Sopocie. W tym samym grobie pochowana jest jego młodsza siostra Maria (1900–1988). Jest to również symboliczny grób męża Marii – kpt. adm. (piech.) Adama Olbrychtowicza (1892–1940), oficera Komendy Rejonu Uzupełnień Tarnów, zamordowanego w Katyniu.

## Ordery i odznaczenia
- Krzyż Srebrny Orderu Wojskowego Virtuti Militari nr 3783[19]
- Złoty Krzyż Zasługi – 10 listopada 1928[20][21]
- Medal Niepodległości – 23 grudnia 1933 „za pracę w dziele odzyskania niepodległości”[22]
- Medal Pamiątkowy za Wojnę 1918–1921[23]
- Medal Dziesięciolecia Odzyskanej Niepodległości[23]
- Medal Zwycięstwa[23]
- łotewski Medal Pamiątkowy 1918–1928 – 1929[24]
- Order Świętej Anny 4. stopnia – 4 marca 1917[6]